# Peřimovský most
Peřimovský most se nachází v okrese Semily v Libereckém kraji, překonává tok řeky Jizery a je součástí silnice III/28618, která spojuje obce Peřimov (a navazující Mříčnou) s osadou Dolní Sytová a hlavní silnicí II/292 ze Semil do Horní Sytové, jež se tam napojuje na státní silnici I/14. Z uvedeného čísla silnice je odvozeno i evidenční číslo mostu 28618-3. Most je také součástí cyklotrasy  4173.
Most je veden jako kulturní památka České republiky.
Tento most byl postaven údajně jako vůbec první v Evropě bez středové podpěry, celou váhu přenáší pouze klenba. Na historických pohlednicích je uváděn jako tehdy nejdelší železobetonový most v Čechách.

## Galerie

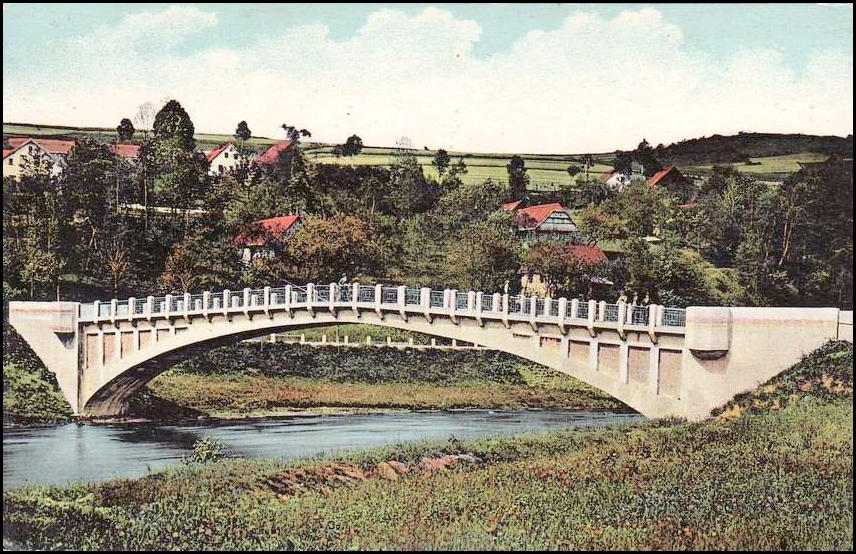
Původní podoba mostu krátce po uvedení do provozu
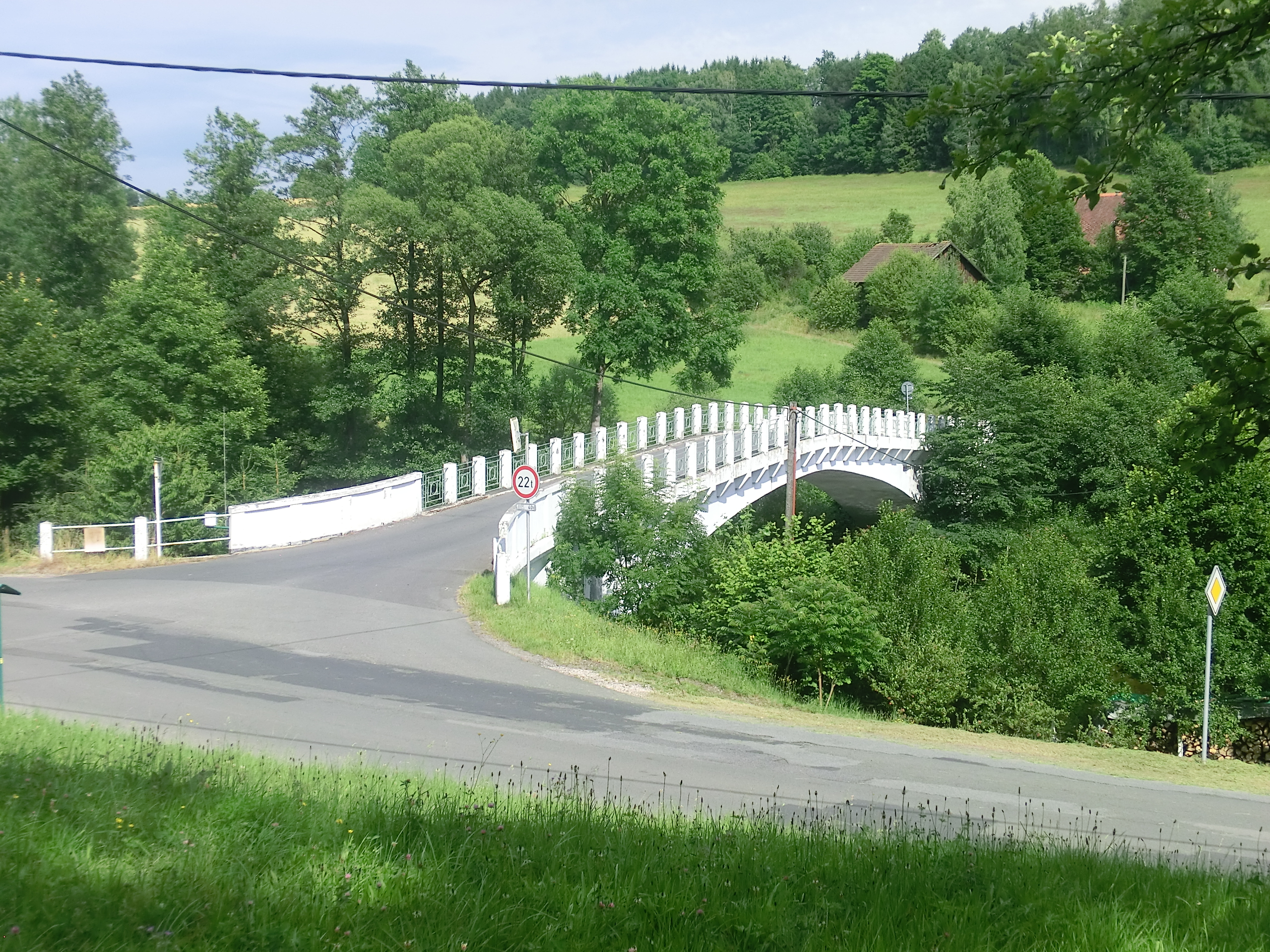
Pohled od západu, ze svahu nad silnicí II/292
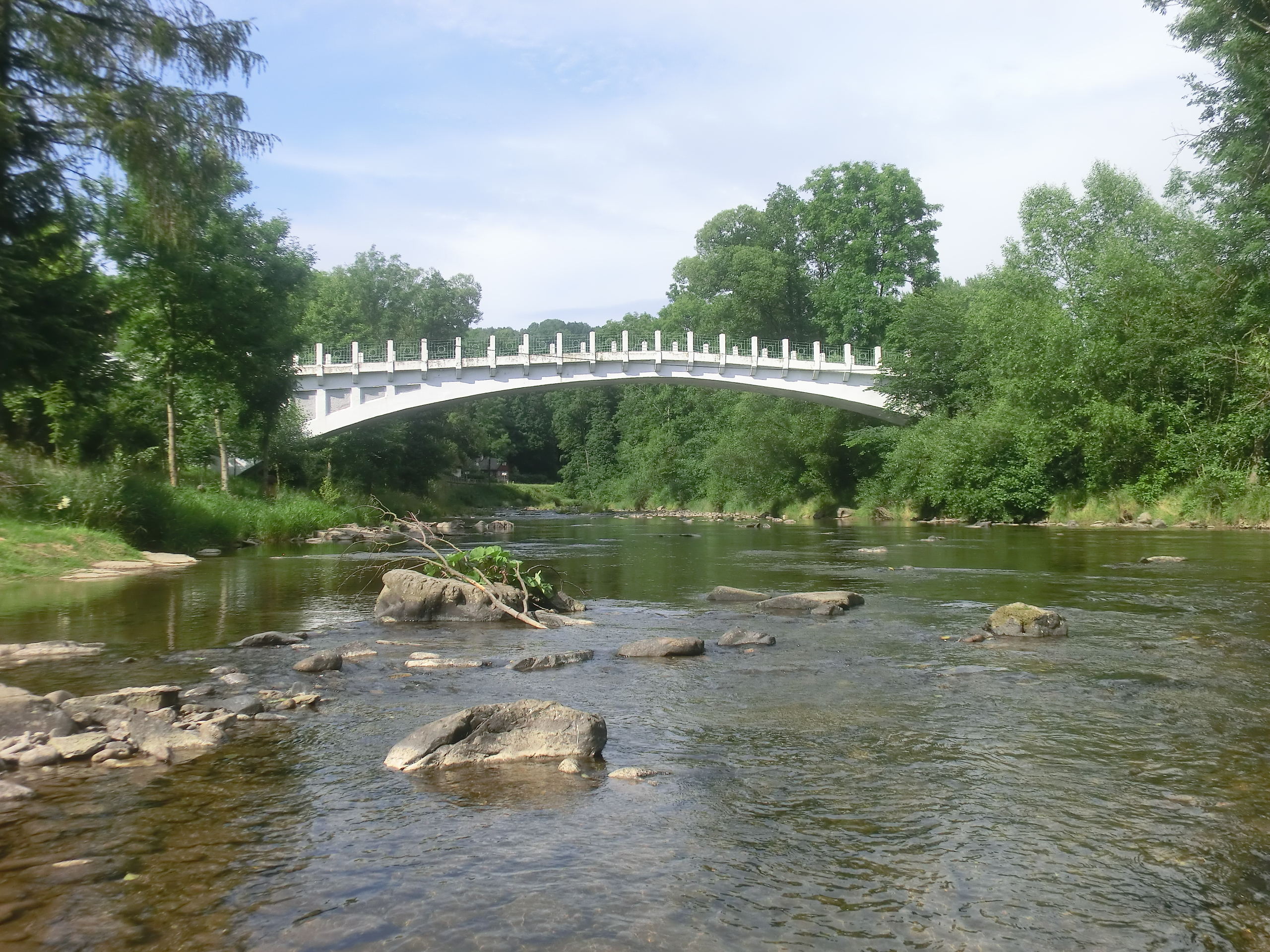
Protivodní bok mostu s dobře viditelnými výplněmi zábradlí
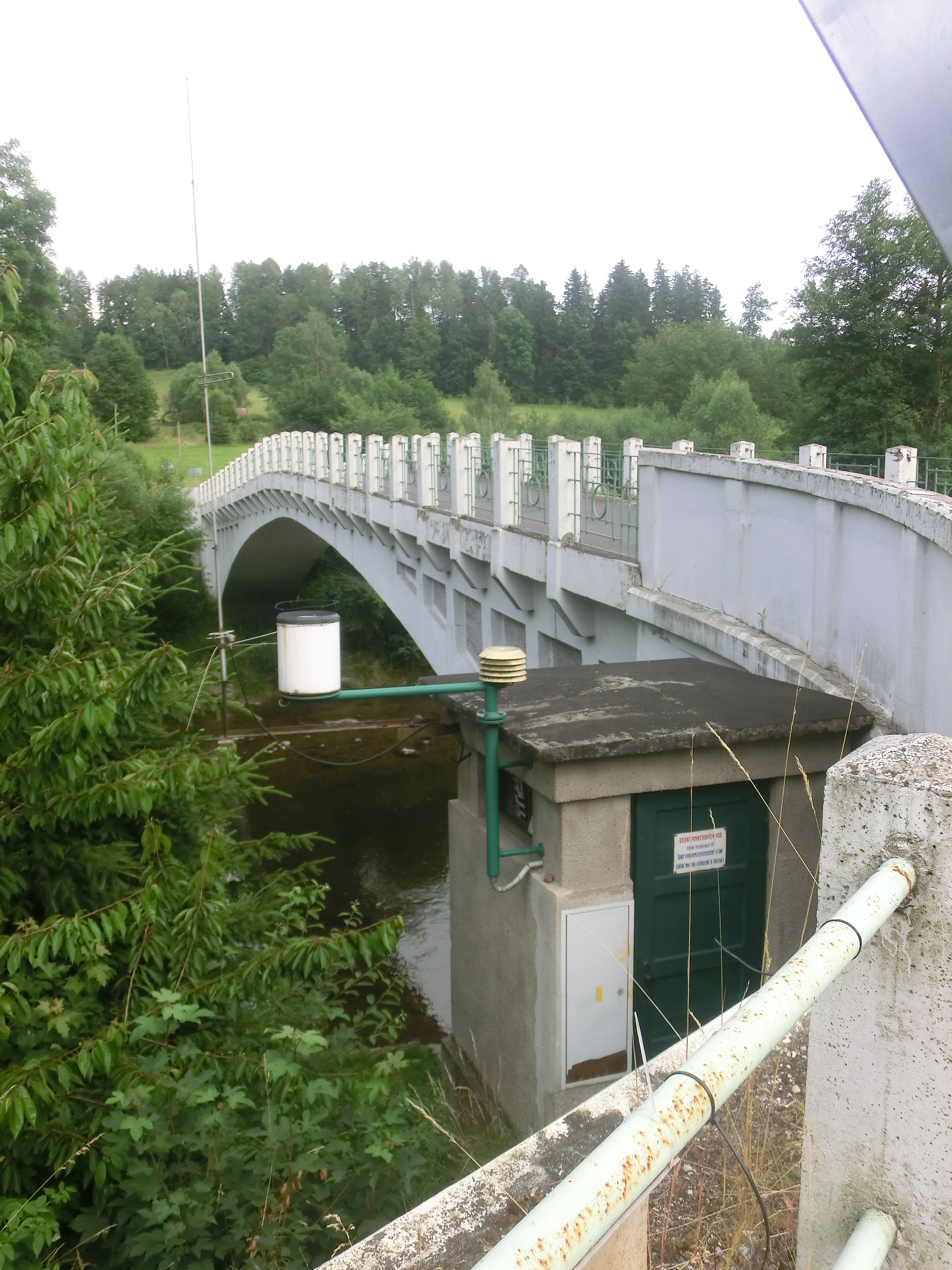
Srážkoměrná stanice na sytovském břehu

## Historie
Oba břehy Jizery spojoval nejprve brod. Pravděpodobně při výstavbě tzv. Pojizerské silnice (dnes silnice II/292) v letech 1878–1881 byla vystavěna dřevěná lávka poblíž ústí mříčensko-peřimovského potoka Olšiny do Jizery. Na sytovské straně lávka končila u čp. 100 pod tzv. Horní návsí. Tuto subtilní lávku však opakovaně poškozovaly povodně, počátkem 20. století tak bylo rozhodnuto o výstavbě důkladného mostu vysoko nad řekou. Na zvoleném místě je však řeka poměrně úzká a její tok (obzvlášť při povodni) rychlý, proto bylo nutné co nejméně zasahovat do koryta a most byl technicky řešen jako klenutý jednoobloukový bez středové podpěry.
Most byl stavěn jako okresní, tj. ve správě a především z rozpočtu jilemnického okresního hejtmanství. Celkové náklady činily 50.000 korun, z toho celou pětinu zapravil textilní podnikatel Gerl z blízkých Hájů nad Jizerou.
Se stavbou mostu bylo započato dne 16. října 1911. Výstavbu provedla firma Ing. Františka Jiráska z Hradce Králové (stavbyvedoucí Jan Zelený, stavební dozor Ing. Oldřich Hubálek). K dokončení celé stavby a ke zprovoznění mostu došlo v roce 1912. Tím se most stal součástí právě dokončované šestikilometrové Obecní silnice Mříčná – Peřimov – Sytová (dnes III/28617 a III/28618), která byla stavěna v letech 1908–1913 a nahradila nevyhovující cestu pro pěší a povozy. Není jasné, jakou měl most v té době vozovku (zda betonovou nebo dlážděnou), obecní silnice byla štěrkovaná.
V neznámé době po roce 1953 došlo k úpravě a rozšíření sytovského zhlaví, na kterém do té doby jen obtížně odbočovala větší vozidla (typicky například autobusy).
3. 5. 1958 byl most zapsán do seznamu nemovitých památek Československé republiky.
V letech 1998 až 1999 byl most kompletně zrestaurován libereckou společností Brex. Došlo k odstranění vozovky, vyčištění zásypů mostovky až na klenbu, provedení hydroizolačních vrstev a drenáží, nového štěrkového zásypu, nové roznášecí železobetonové krycí desky a nové vozovky. Zároveň bylo zrestaurováno ozdobné zábradlí (jehož kovové výplně se dochovaly v kompletním původním stavu, došlo jen k opravě některých narušených betonových sloupků), byly opraveny pohledové betonové omítky a celý most se dočkal nového bílo-šedého barevného nátěru. V roce 2017 jsou železobetonové krajnice opět rozpadlé a vyžadují opravu.

## Technický popis
Nosnou část mostu tvoří čtyři segmenty: dva čtvrteliptické oblouky vlastní mostovky a dva nosné boční pilíře, celkové rozpětí činí 45 metrů a tloušťka klenby v nejtenčím místě 70 cm. Všechny prvky jsou spojeny třemi klouby, tvořené navzájem opřenými plochami z ocelových desek. Na tuto nosnou část jsou pevně nabetonovány svislé konstrukce bočních betonových stěn s ozdobnými prvky (4 × 6 výklenků), zakončené na hřebeni vozovkou.
Boční zábradlí nad mostovkou je tvořeno 2 × 25 betonovými sloupky čtvercového průřezu, s 2 × 26 výplněmi zábradlí z ocelové zdobné konstrukce jednoduchých geometrických tvarů. Zábradlí nad pilíři, tj. na obou zhlavích, je tvořeno litým betonem s ozdobnými prvky. Zábradlí na peřimovském zhlaví je rovné a doplněné oboustrannými výklenky pro případ vyhýbání se chodců s vozidly. Na sytovské straně bylo původně použito stejné podoby, ale později byla vozovka rozšířena, původní zábradlí zbouráno a nahrazeno obloukovitým souběžně s vozovkou ústící do křižovatky ve tvaru zaobleného Y.
Nosnost mostu po rekonstrukci je stanovena na 22 tun pro soupravu nebo 40 tun pro jediné vozidlo.

## Hydrometeorologická stanice
Na sytovském zhlaví mostu je umístěna měřicí stanice Českého hydrometeorologického ústavu – jednak srážkoměrná meteostanice, jednak limnigraf na říčním kilometru 119,8 a nadmořské výšce 374 m. Výšku hladiny lze odečítat i na dvou pevně instalovaných vodočtech – plechová svislá stupnice je namontovaná na mostním pilíři, šikmá natřená stupnice je na betonovém schodišti do řeky.
Nejvyšší zaznamenané povodně jsou ze srpna 1978 (dvacetiletá voda při výšce hladiny 358 cm a průtoku 323 m³/s), května 1941 (desetiletá voda při výšce hladiny 322 cm a průtoku 262 m³/s) a srpna 2002 (desetiletá voda při výšce hladiny 301 cm a průtoku 252 m³/s), na dvě z nich upozorňují i instalované pamětní tabulky poblíž vodočtu na návodní straně sytovského pilíře. Průměrná výška hladiny je spočtena na 72 cm a průměrný průtok 8,9 m³/s. 1. SPA nastává při 180 cm / 78 m³/s, 2. SPA se vyhlašuje při 240 cm / 138 m³/s a 3. SPA při 320 cm / 240 m³/s. Extrémní povodně, tedy SPA 3! při 400 cm a 400 m³/s (padesátiletá voda), od doby postavení mostu zatím nebylo dosaženo – peřimovská obecní kronika ovšem popisuje katastrofální povodně z let 1858 a 1888, kdy v Dolní Sytové byly některé domy zaplaveny do výše horních okenních tabulí.